# そう、あたしたちはこんなにも理不尽な世界に生きているのだらよ
『そう、あたしたちはこんなにも理不尽な世界に生きているのだらよ』（そうあたしたちはこんなにもりふじんなせかいにいきているのだらよ）は、2006年7月28日に発売された『自転車創業』が製作したゲームソフト。通称「だらよ」。
サウンドノベルを拡張したANOS(Advanced Novel Operation System)の4作目である。
2008年7月には、続編『そう、あたしたちはこんなにも理不尽な世界に生きているのだらよ3 ※この世界で2の発売予定はありません。』が発売された。
2018年12月には、DMMで無料配信を開始(DLsite版はWIndows7に対応と記載されているが中身は同じ)。同時にiOS版も無料配信された。

## ストーリー
主人公、麻刈ノゾミは投身自殺の為に見晴らしの良い丘へ向かう途中、乗車したバスにてバスジャックの人質にされてしまう。バスジャックの要求は、魔法の爆弾結界によって爆発や行方不明者が出ていることに対し、国の腰が重いことに対する抗議だった。バスジャックに抵抗したノゾミだが、変わった語尾の喋りをする少女、蒔雉カコに仲裁される。カコの説得により、バスジャックは2人を残して乗客を解放することに同意するも、直後バスは爆弾結界に取り込まれてしまう。脱出不可能な結界に閉じ込められ絶体絶命の2人だったが、偶然にも蒔雉カコは爆弾解体能力を持つ魔法使いだった。

## 登場人物
麻刈ノゾミ（まがり ノゾミ）
自殺志願者。死に対する恐怖心が無いことから、爆弾解体の適性を見出されスカウトされる。名前の由来は「魔を刈る望み」。
蒔雉カコ（まきじ カコ）
先天性魔法使い。普段は精神年齢の低い言動や行動によりノゾミを困らせるが、爆弾解体時には人が変わる。名前の由来は「巻き戻し時間、過去」。
御子徒セツナ（みこと セツナ）
先天性魔法使い。資料室にて資料の検索を行ってくれる図書委員みたいな役割の少女。名前の由来は「御子と刹那」。
鴛時ミライ（おしじ ミライ）
結界に閉じ込められていた少女。ノゾミに自身との共通点を見出す。名前の由来は「押し戻し時間、未来」。
高槻アキラ（たかつき アキラ）
魔法結界対策本部の責任者。カコやセツナの上司であり、ノゾミをスカウトした人物。
斥逆ナガル（せきさか ナガル）
故人。カコの元相棒だったが爆発により死亡。彼の遺した資料は結界の至る所に散らばりノゾミの助けとなる。名前の由来は「斥、逆に流れる」

## ANOS
本作はノベルゲームであるが、いわゆる選択肢制のヴィジュルノベルなどとは異なり、プレイヤーが能動的に物語に関わり、謎を解き明かしていくゲームである。それを実現しているのが、ANOS(Advanced Novel Operation System)と呼ばれるゲームエンジンである。
ノベルゲームとしての体裁を取っているが、内容は『MYST』などの「仕掛けを解いていく」アドベンチャーゲームに近い。

### ゲーム概要
ノゾミはカコと共に、各所に点在する結界へ侵入し、爆弾解体を行っていく。この結界は循環型結界と呼ばれているもので、一定時間が経過すると時間が循環する性質を持つ。このため長時間滞在すると結界に取り込まれてしまう（ことになっている）ために探索は短時間にしか行えず、さらに結界内部の記憶を外部に持ち出すことができない。また爆弾は結界内のどこかに隠されており、解体のためにはまずは爆弾を探す必要がある。
このため爆弾解体のためには爆弾を見つけるために何度も結界へ挑む必要があるが、その度に1から爆弾探しをやり直すこととなる。

### ANOSモード
ゲーム中、天使の力を持つ石ANOS(ANgel Omnipotent Stone)を手に入れることで、ANOSモードへ移行することができるようになる。循環型結界の中ではANOSの力を利用すれば時間を操作する程度のことは可能となるため、ANOSモードに移行することで既に読んだ文章は読み飛ばしたり、任意の地点から爆弾探しを再開したりすることができる。

### 記憶管理モード
結界内部の記憶は本来持ち出すことはできないが、ANOSに蓄積しておくことで、例外的に引き継ぐ事ができる。これが記憶管理である。
文章の中で赤く強調されたキーワードが出現した場合、そのキーワードが重要な記憶であり、自動的にANOSに保存されたことを意味している。記憶管理モードへ移行すると、いままで蓄積したキーワードのリストが表示される。ここで任意のキーワードを選択すると記憶状態となり、ANOSに蓄積された情報を思い出し、記憶に留めている状態となる。
適切な情報を記憶に留めておけば、それに応じて異なる展開を見ることができるようになる。

### 爆弾探しの基本
以上の2モードを利用して爆弾を探していく。
各地の結界へ乗り込み、情報を集め、それを記憶管理によって使い分けることで展開を派生させていく。手に入れた情報を資料室のセツナに持ち込むことで、より詳しい情報が手に入ることもある。また、ある結界で行った行動が他の結界に何らかの影響を与えたり、他の結界で集めた情報やアイテムを別な結界へ持ち込むことで先に進めることがあるので、ひとつの結界に固執するのではなく、あらゆる可能性を試すのが攻略のコツである。このとき、ANOSモードを使用することで、既読文章をスキップして効率良くゲームを進めたり、逆にじっくりと前後の文章を読み解く事でいま必要とされている記憶が何かを熟考できるようになっている。ただし、ANOSモードでは映像は再現されないため、文章以外の画面上のヒントを見逃した場合にはANOSモードは無力である。

## 製作スタッフ
- シナリオ・ゲームデザイン：かざみみかぜ。
- キャラクターデザイン・原画：玉岡かがり
- システムプログラム：けんじょ
- 音楽：水野裕之